# Amaury Capiot
Amaury Capiot (Tongeren, 25 de junio de 1993) es un ciclista profesional belga que milita en el conjunto Arkéa-B&B Hotels.

## Palmarés
2015
- Omloop Mandel-Leie-Schelde[2]

2022
- Gran Premio Ciclista la Marsellesa
- 1 etapa de la Boucles de la Mayenne

2024
- 1 etapa del Tour de Omán

## Resultados en Grandes Vueltas
| Carrera | Carrera         | 2015 | 2016 | 2017 | 2018 | 2019 | 2020 | 2021 | 2022 | 2023 | 2024 | 2025  |
| ------- | --------------- | ---- | ---- | ---- | ---- | ---- | ---- | ---- | ---- | ---- | ---- | ----- |
|         | Giro de Italia  | —    | —    | —    | —    | —    | —    | —    | —    | —    | —    | —     |
|         | Tour de Francia | —    | —    | —    | —    | —    | —    | —    | 84.º | —    | Ab.  | 136.º |
|         | Vuelta a España | —    | —    | —    | —    | —    | —    | —    | —    | —    | —    | —     |

—: no participa
Ab.: abandono